# Passerini-Reaktion
Die Passerini-Reaktion ist eine vom italienischen Chemiker Mario Passerini (1891–1962) entdeckte, 1921 beschriebene Dreikomponenten-Reaktion (eine Mehrkomponentenreaktion) zur Synthese von Estern der α-Hydroxycarbonsäureamide aus Carbonylverbindungen (Aldehyde oder Ketone), Isocyaniden und Carbonsäuren.
Die Passerini-Reaktion findet oft Anwendung in der kombinatorischen Chemie. Sie zählt zu den chemischen Reaktionen, die mit hoher Atomökonomie ablaufen.

## Reaktionsmechanismus
Zwischen der Carbonylkomponente und der Säurekomponente bilden sich zunächst Wasserstoffbrückenbindungen aus. Anschließend greift das Kohlenstoffatom des Isocyanids das Carbonylkohlenstoff des Ketons (R1, R2 = Organylgruppe) bzw. Aldehyds (R1 = Wasserstoffatom; R2 = Organylgruppe oder Wasserstoffatom) an. Zudem wird auch das Sauerstoffatom der Carbonylgruppe der Carbonsäure (R3COOH) angegriffen. Nach einer der Mumm-Umlagerung ähnlichen Umacylierung innerhalb des Moleküls entsteht schließlich das Produkt, ein Carbonsäureamid: